# Einstigsfjall
Einstigsfjall är ett berg i republiken Island. Det ligger i regionen Suðurland, 140 km öster om huvudstaden Reykjavík. Toppen på Einstigsfjall är 750 meter över havet.
Trakten runt Einstigsfjall är nära nog obefolkad, med mindre än två invånare per kvadratkilometer. Det finns inga samhällen i närheten. Trakten runt Einstigsfjall är permanent täckt av is och snö.